# نادیاد
نادیاد
شهر نادیاد (به انگلیسی: Nadiad) با جمعیت ۲۱۰٫۹۵۸ نفر در ایالت گجرات در کشور هند واقع شده‌است.